# Ngai (god)
Ngaï (ook geschreven als Enkaï, Engaï, In-kai, Eng-ai of Mweai) is de naam van de god die wordt vereerd door de Afrikaanse volkeren Kamba, Kĩkũyũ en Maasai. Ngai is de belangrijkste figuur in de traditionele stammengodsdiensten van deze volkeren. Volgens de Kĩkũyũ-traditie woont Ngai op de heilige berg Mount Kenya (door hen zelf Kirinyaga genoemd), de hoogste berg van Kenia. 